# Fuchsia procumbens
Section
Espèce
Synonymes
- Fuchsia kirkii Hook.f.[3]
- Fuchsia prostrata Baill.[2] [3]

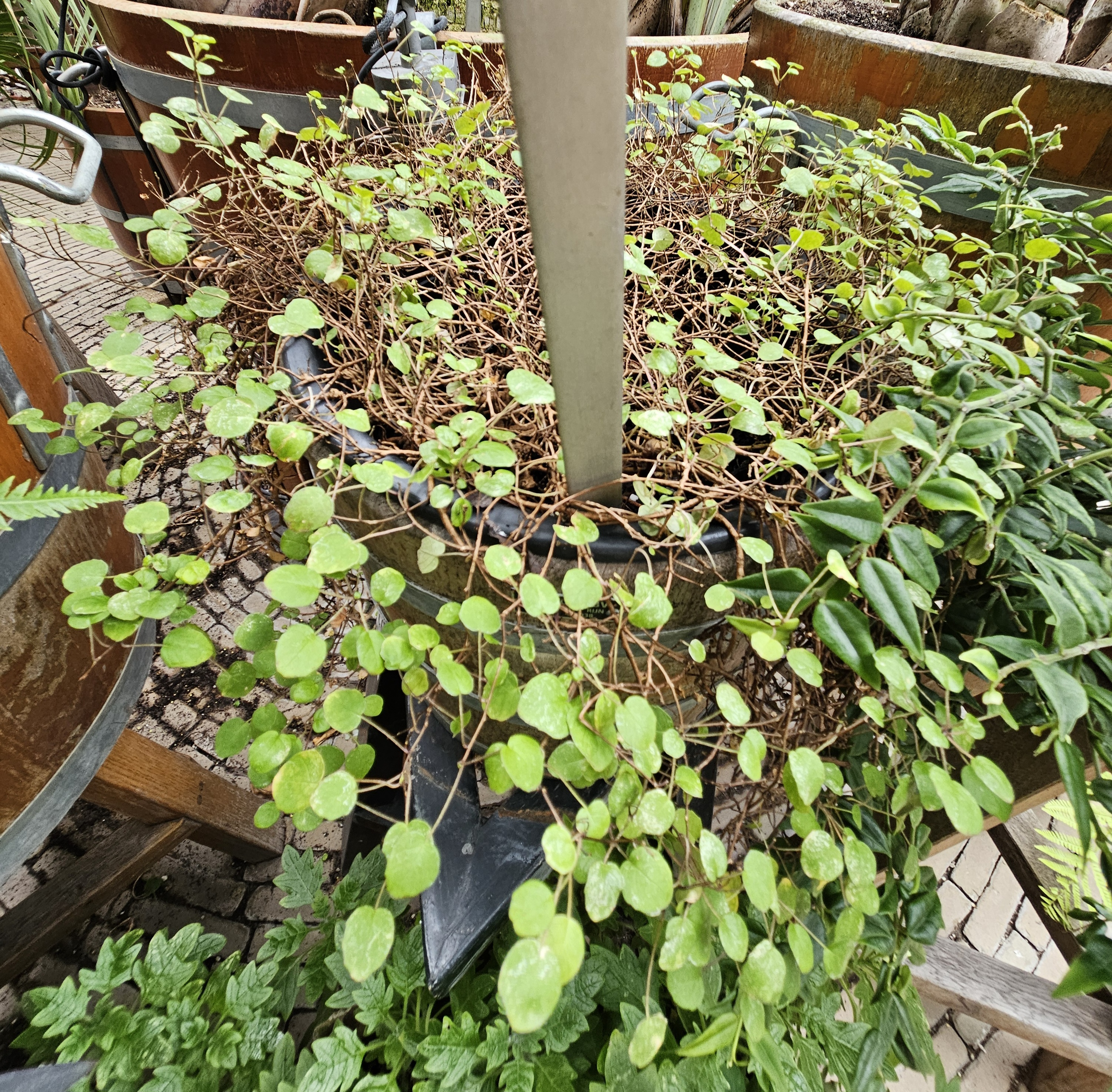
Fuchsia procumbens au jardin botanique d'Amsterdam

Fuchsia procumbens est une espèce de plantes à fleurs dicotylédones de la famille des Onagraceae. Ce Fuchsia atypique est l'unique espèce de la section Procumbentes. C'en est par conséquent aussi l'espèce type. 

## Description
C'est une espèce rampante dont les tiges s'allongent jusqu'à 5 à 6 m tout en s'enracinant au sol. Les fleurs dépourvue de corolle sont hermaphrodites. Les feuilles vertes sont en forme de cœur. La plante donne des petits fruits rouge violacé.

## Répartition géographique
Cette espèce est originaire du pays suivant : Nouvelle-Zélande.

## Galerie

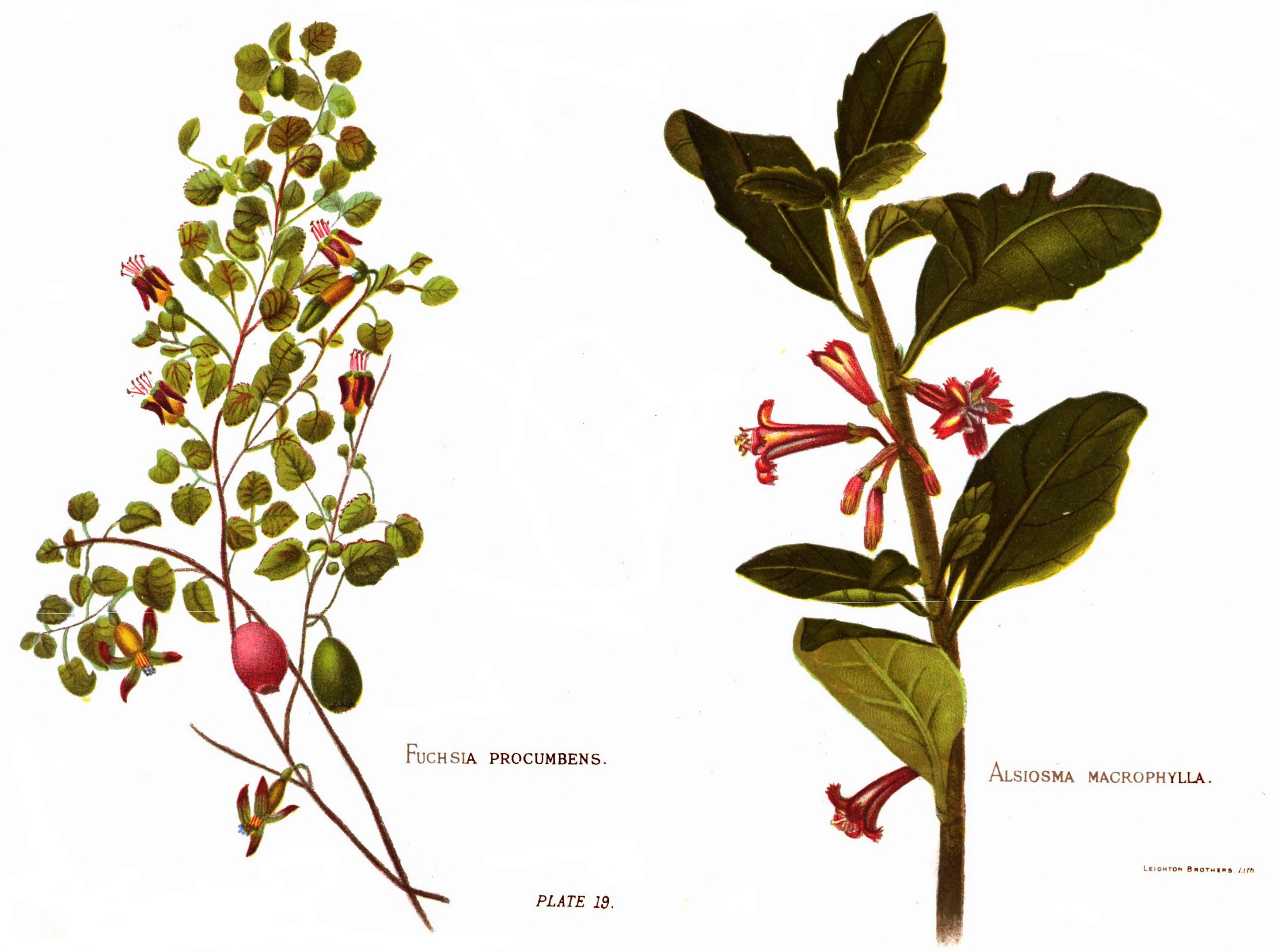
Planche botanique (à gauche) de 1888.
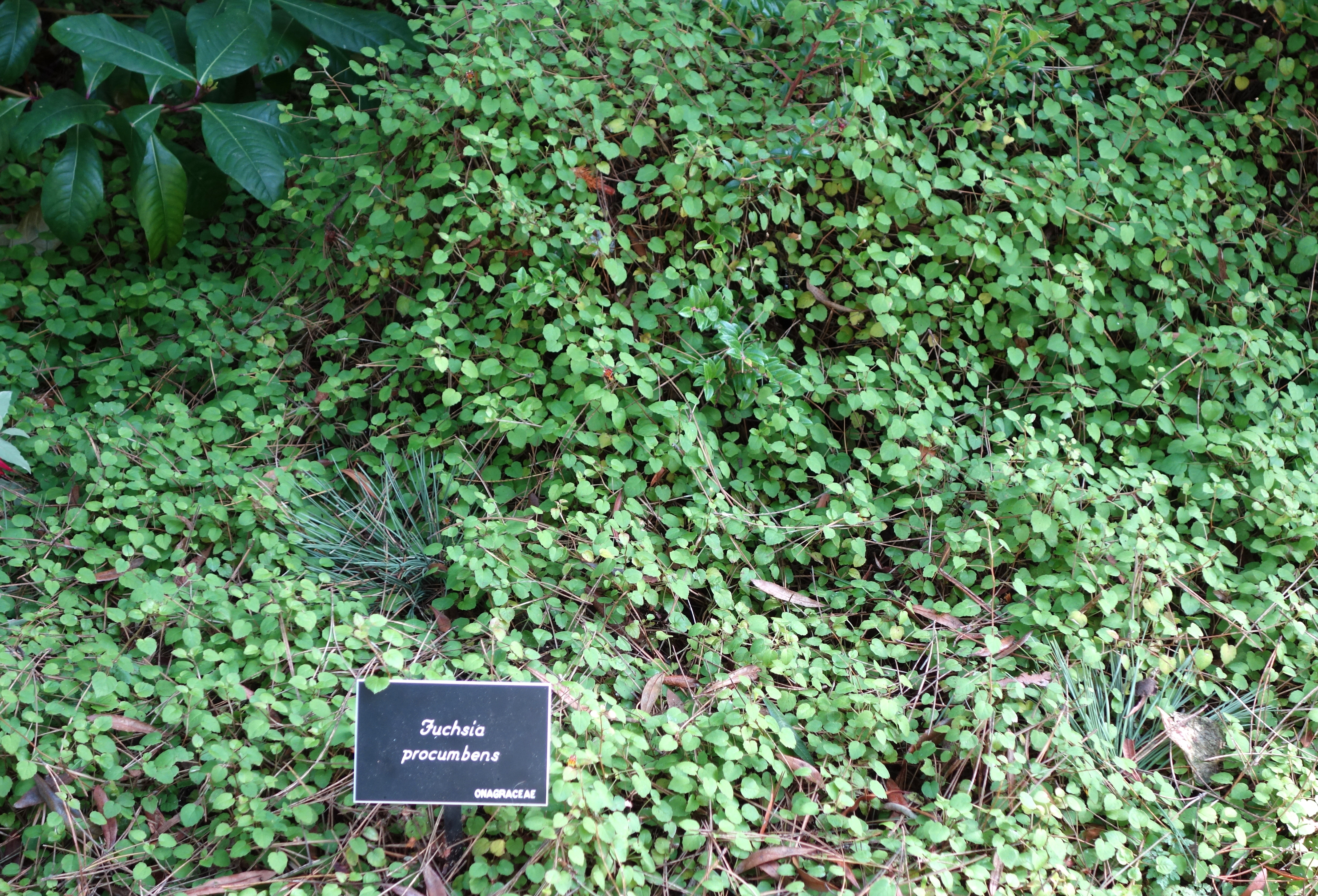
Vue d'ensemble de la plante.
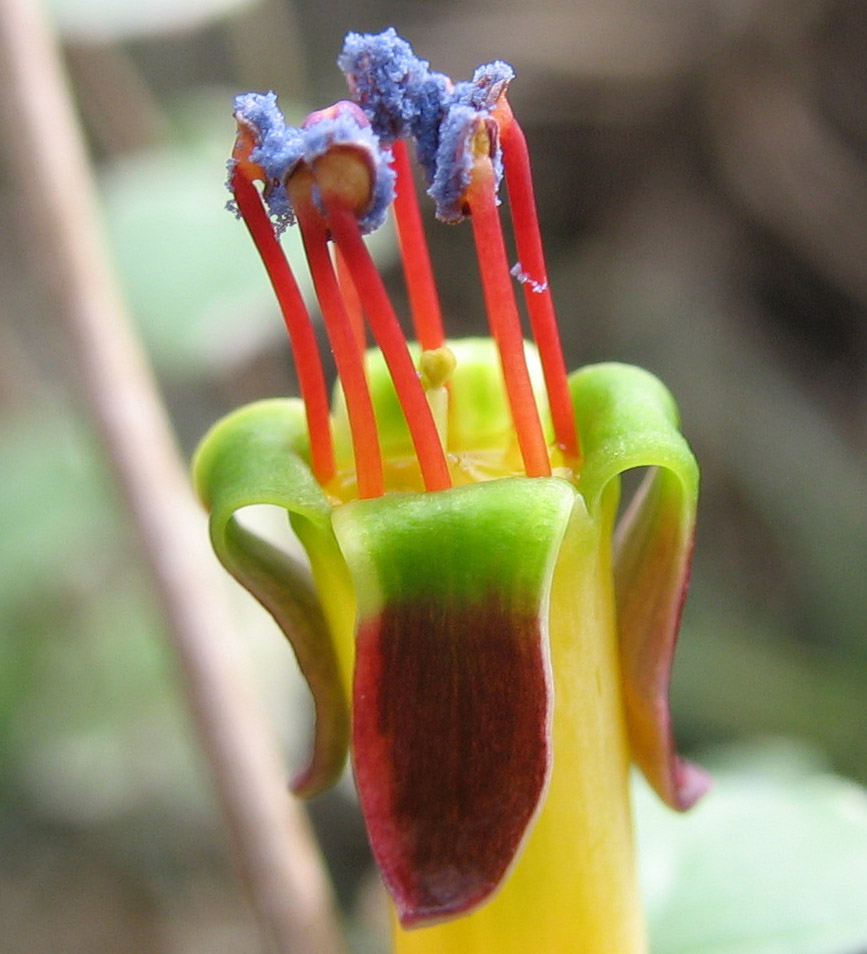
Détail de la fleur.
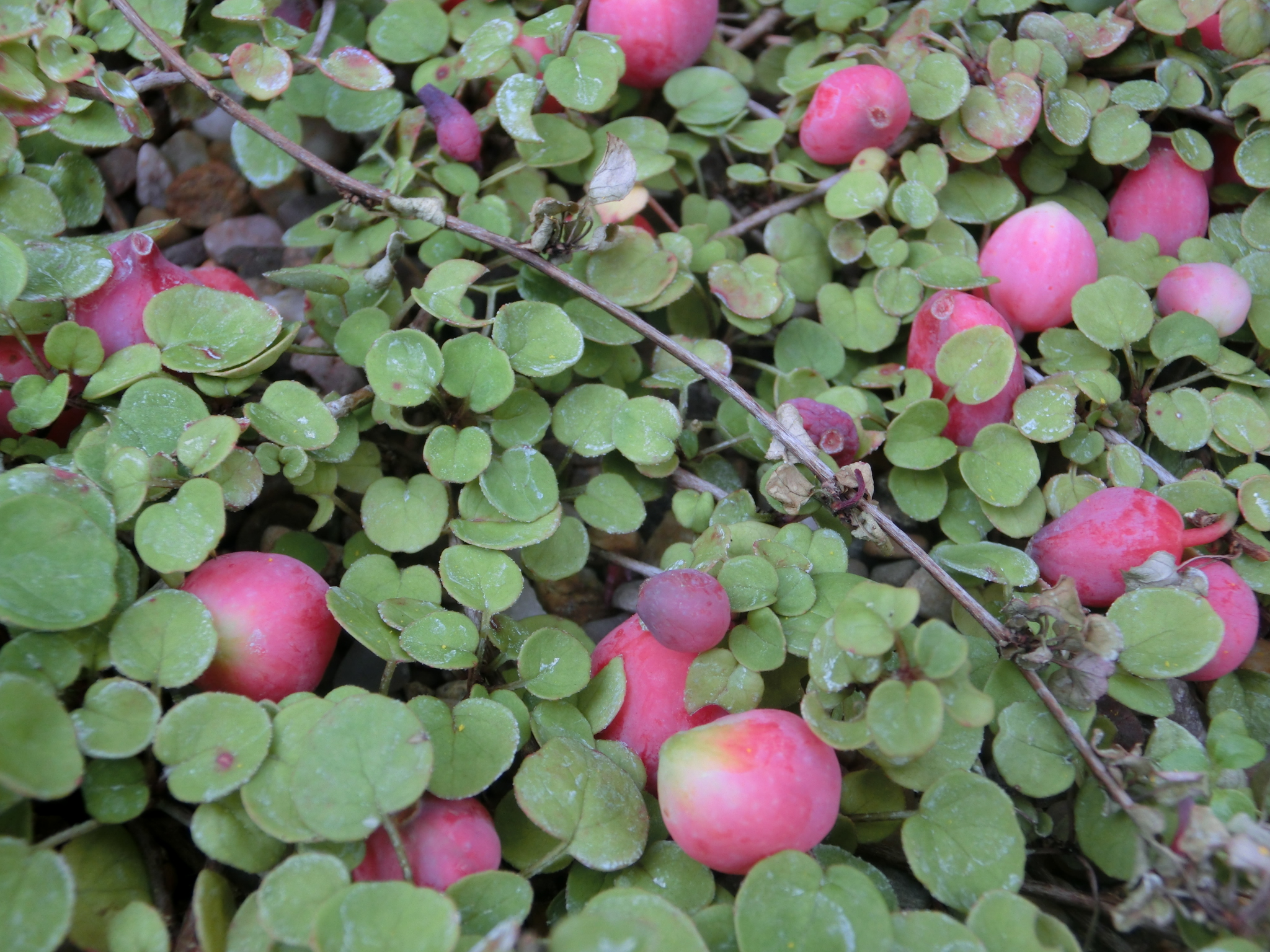
Plante en fruits.

### Variétés
L'espèce admet deux variétés :
- Fuchsia procumbens var. Kirkii, avec des fleurs mâles
- Fuchsia procumbens var. Argentis, avec des feuilles argentées

### Nomenclature et étymologie
Elle a été décrite en 1839 par le botaniste britannique Allan Cunningham (1791-1839), à la suite des travaux de son frère et homologue Richard Cunningham (1793-1835). L'épithète spécifique procumbens vient de l'adjectif procombant qui signifie « rampant », en référence au port des tiges.